# Андрей Михайлович (князь вяземский)
Андрей Михайлович (умер после 1300) — наместник Смоленского княжества в 1284 году, князь вяземский в 1300 году, сын великого князя смоленского Михаила Ростиславича. Принимал участие в междоусобицах смоленских князей в конце XIII века. В 1300 году Андрей около Дорогобужа разбил армию своих двоюродных братьев Александра и Романа Глебовичей
По версии Н. А. Баумгартена является основателем рода князей Вяземских.

## Биография
Андрей происходил из рода Ростиславичей Смоленских — одной из ветвей Мономашичей, родоначальником которой был Ростислав Мстиславич (умер в 1167), князь смоленский и великий князь киевский, один из сыновей великого князя киевского Мстислава Владимировича Великого. Потомки Ростислава укрепились в Смоленском княжестве. Точное происхождение Андрея не указывается, но, согласно исследованиям П. В. Голубовского, его отцом был Михаил Ростиславич, который был великим князем смоленским в 1278—1279 годах. Эта версия была поддержана и другим исследователем, Н. А. Баумгартеном.
После смерти отца в 1279 году Андрей поддержал своего дядю, ярославского князя Фёдора Ростиславича Чёрного, ставшего смоленским князем, против двоюродных братьев Александра и Романа Глебовичей, также претендовавших на смоленский престол. В 1284 году он был наместником Смоленска от имени Фёдора.
В 1297 году братьям Глебовичам удалось изгнать Фёдора Чёрного из Смоленска. Его попытки вернуть княжения окончились неудачно, а в 1299 году он умер. В 1300 году Александр и Роман Глебовичи начали враждебные действия против Андрея, который к этому времени получил в качестве удела Вяземское княжество. В этом году летописи сообщают, что смоленские князья Александр и Роман Глебовичи напали на Дорогобуж, но были разбиты пришедшим князем Андреем Вяземским; при этом погибли 200 смолян, в том числе и один из сыновей Александра, а он сам и Роман были ранены. Отчество Андрея летописях не указывается, только в указателе к Лаврентьевской летописи составители добавили отчество «Афанасьевич». Как отмечает Баумгартен, князь по имени «Андрей Афанасьевич» упоминается только в родословцах и, по его мнению, такого князя никогда не существовало, а упоминаемым вяземским князем был Андрей Михайлович.

## Андрей и происхождение князейВяземских
С личностью князя Андрея некоторые исследователи связывают происхождение русского княжеского рода Вяземских. Согласно поданной ими родословной, родоначальником Вяземских был князь Андрей Владимирович Долгая Рука, названный младшим сыном Владимира Рюриковича, князя смоленского и великого князя киевского, указав, что тот был женат на дочери Мстислава Романовича Старого, от которой имел трёх сыновей, вместе с тестем в 1223 году принимал участии в битве при Калке, во время которой погиб. Несмотря на противодействие других потомков смоленских князей, эта версия происхождения попала в Бархатную книгу, а затем в исследования по генеалогии Рюриковичей XIX века (П. В. Долгорукого, П. Н. Петрова, М. Д. Хмырова, Ю. Вольфа). В начале XX века генеалог Н. А. Баумгартен провёл разбор данной версии происхождения Вяземских, назвав известия о князе Андрее «выдумкой и подтасовкой различных известий». Исследователь указал, что хотя в летописях действительно упомянут (без отчества) князь Андрей, тесть Мстислава Старого, но он нигде не назван князем вяземским и не мог быть младшим сыном Владимира Рюриковича: к моменту битвы при Калке киевскому князю было около 35 лет и он не мог иметь в это время трёх внуков от одного сына. Кроме того, Баумгартен отмечает, что впервые вяземский князь упоминается только в 1300 году. По его мнению, если известия родословных о том, что родоначальником Вяземских был князь по имени Андрей, то им мог быть Андрей Михайлович.
В первом томе работы «Дворянские роды Российской империи» рассматривается и версия о происхождении Вяземских по Баумгартену, однако вяземский князь 1300 года назван Андреем Афанасьевичем и показан правнуком князя Андрея Владимировича Долгая Рука. Л. Войтович отождествляет упоминаемого в 1300 году вяземского князя с Андреем Владимировичем Долгая Рука, считая, что тот получил Вяземское княжество в 1239 году
А. В. Кузьмин же полагает, что Андрей Михайлович, который, по его мнению, в 1300 году был вынужден покинуть свой удел, перейдя на службу к великому князю владимирскому Михаилу Ярославичу, не являлся родоначальником князей Вяземских. Исследователь считает, что Вяземский удел был передан детям брянского князя Святослава Глебовича, которые и стали родоначальниками рода Вяземских.